# Site archéologique du Premier Silorit
Le site archéologique du Premier Silorit est un site archéologique situé à Deneuvre, dans le département de Meurthe-et-Moselle en région Grand Est.

## Situation
Le site se trouve sur un important axe antique passant par la vallée de la Meurthe, établi sur une position dominante.

## Contexte
Il s’agit d’une importante bourgade gallo-romaine, dont la vocation est religieuse et artisanale. Selon l’étude de l’ensemble, elle fut fondée au IIe siècle et abandonnée à la fin du IVe siècle.

## Histoire
Après des fouilles en 1974, un sanctuaire dédié à Hercule a été découvert conduisant à des fouilles systématiques jusqu’en 1984 pour aboutir à trouver 5 bassins rituels reliés à l'aide de canalisations en bois ou en pierre et alimentés par deux sources, ainsi que des aménagements effectués pour les rendre plus résistants et les protéger des intempéries. Une centaine de stèles à l'effigie d'Hercule taillées dans le grès local entouraient ces bassins, faisant office d’ex-votos pour les pèlerins et permettant de déterminer l’espace sacré. Elles symbolisent le dieu traditionnellement représenté avec sa massue et de sa peau de lion, formant près d'un tiers de la statuaire d'Hercule découverte en Gaule. L’eau aurait joué un rôle primordial afin de matérialiser et de pouvoir rentrer en contact avec la divinité. Des statues brisées et incendie sur le site sont sans doute liées au développement du christianisme à cette époque.

## Protection
Les bassins et canalisations en bois, et le mobilier fournit ayant le plus important corpus de statuaire religieuse gallo-romaine de Lorraine rend légitime à lui seul sa protection aux monuments historiques.
Le site archéologique est inscrit aux monuments historiques par arrêté du 13 octobre 1998.